# المجال المصرفي في سويسرا

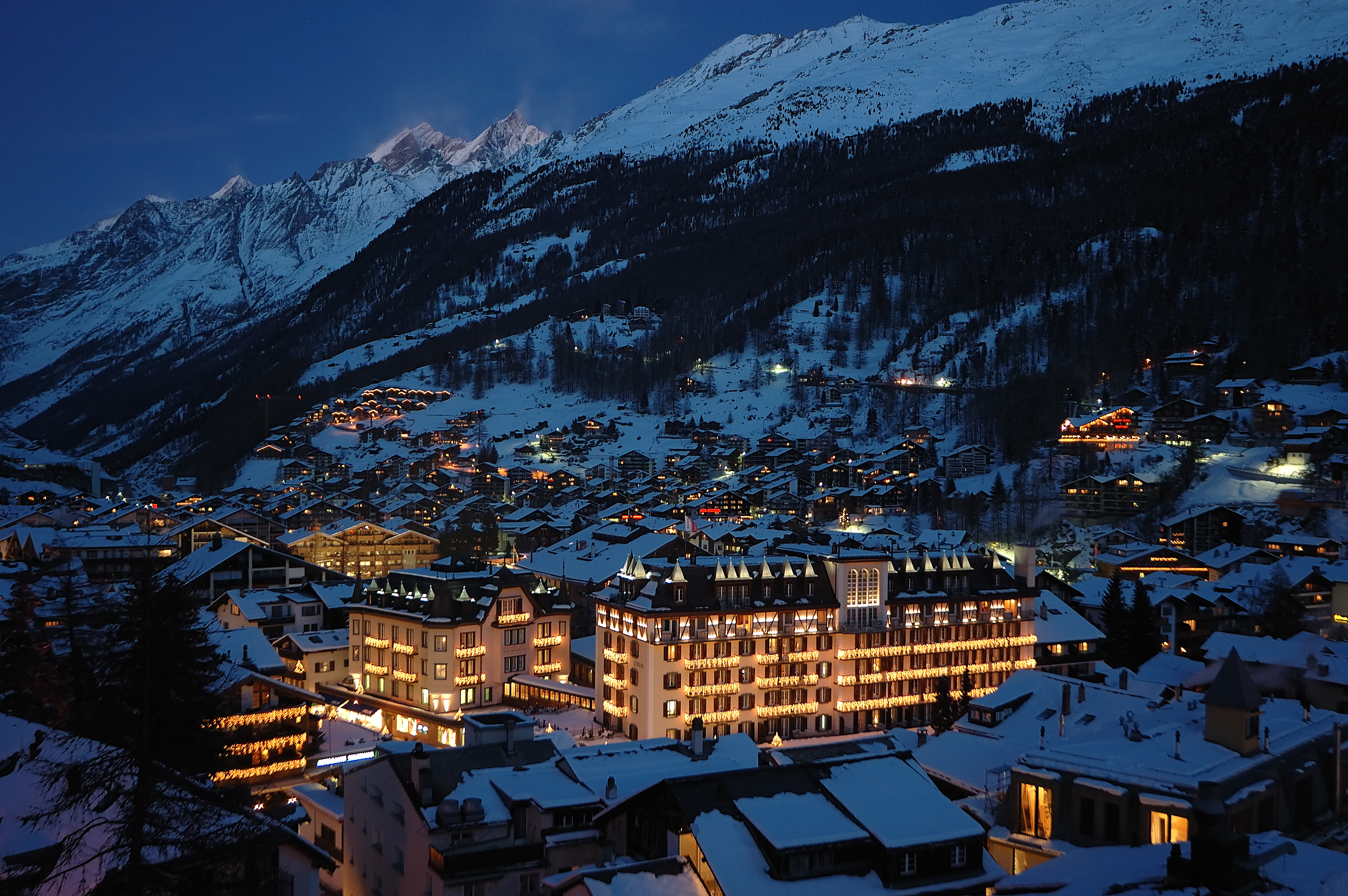

يعود تاريخ العمل المصرفي في سويسرا إلى أوائل القرن الثامن عشر، من خلال الوساطة التجارية في سويسرا، وقد نمت على مر القرون لتصبح صناعة دولية معقدة ومنظمة. يُنظر إلى الأعمال المصرفية بوصفها رمزًا لسويسرا، بجانب جبال الألب السويسرية والشوكولاتة السويسرية وصناعة الساعات وتسلَّق الجبال. تتمتع سويسرا بتاريخ طويل من السرية المصرفية يعود إلى أوائل القرن الثامن عشر. بدأت السرية المصرفية السويسرية وسيلةً لحماية المصالح المصرفية الأوروبية الثرية، أُقرت سنة 1934 مع إِقرار القانون الاتحادي بشأن البنوك والادخار. استُخدمت هذه القوانين لحماية أصول الأشخاص الذين تعرضوا للاضطهاد من السلطات النازية، واستخدمها أيضًا الأشخاص والمؤسسات التي تسعى للتهرب غير القانوني من الضرائب أو إخفاء الأصول أو ارتكاب جرائم مالية عمومًا.
حفّزت الحماية المثيرة للجدل للحسابات والأصول الأجنبية خلال الحرب العالمية الثانية سلسلة من اللوائح المالية المقترحة التي تسعى للتخفيف من السرية المصرفية لتحقيق نجاح ضئيل. كانت سويسرا أحد أكبر المراكز المالية الخارجية والملاذات الضريبية في العالم منذ منتصف القرن العشرين. رغم الضغط الدولي للتغلب على قوانين السرية المصرفية في البلاد، فقد قللت القوى الاجتماعية والسياسية السويسرية من حدة التراجع المقترح. ومع أن الإِفصاح عن الأنشطة الإجرامية من البنوك التي لا تحظى بسمعة جيدة حتى في سويسرا، يُعد أمرًا محمودًا من وجهة نظر الشعب السويسري، يُعد الكشف عن معلومات العميل جريمة جنائية منذ أوائل القرن التاسع عشر ويلتزم الموظفون العاملون لدى البنوك السويسرية في سويسرا وخارجها منذ فترة طويلة بقانون غير مكتوب مماثل لقانون الأطباء أو الكهنة. منذ 1934، انتهك السرية المصرفية 4 أشخاص هم كريستوف ميلي (1997) وبرادلي بيركينفيلد (2007) ورودولف إلمر (2011) ووهيرفي فاليساني (2014).
قدرت جمعية المصرفيين السويسريين سنة 2018 أن البنوك السويسرية تمتلك أصولًا بقيمة 6.5 تريليون دولار أمريكي أي 25% من جميع الأصول العالمية عبر الحدود. إن مراكز اللغات الرئيسية في سويسرا، جنيف «للفرنسية» ولوغانو «للإيطالية» وزيوريخ «للألمانية» تَخدم مُختلف الأسواق الجغرافية. وهي تحتل مرتبة ثابتة بوصفها أعلى ثلاث ولايات في مؤشر السرية المالية وسُميت «الأولى» عدة مرات، آخرها سنة 2018. يخضع البنكان الكبيران «يو بي إس» و«كريديت سويس» للتنظيم من هيئة الإِشراف على السوق المالية السويسرية، والبنك الوطني السويسري الذي يستمد سلطته من سلسلة من القوانين الفيدرالية. أدّت البنوك في سويسرا على مر التاريخ، وما زالت تؤدي دورًا مهيمنًا على الاقتصاد والمجتمع السويسري. وفقًا لمنظمة التعاون الاقتصادي والتنمية، يبلغ إجمالي الأصول المصرفية 467% من الناتج المحلي. وقد صُورت الخدمات المصرفية في سويسرا، بدرجات متفاوتة من الدقة، في الثقافة الشعبية العامة والكتب والأفلام والبرامج التلفزيونية.

## السرية المصرفية

### تاريخها
ترجع السرية المصرفية السويسرية إلى مجلس جنيف الكبير الذي حَظَر الكشف عن المعلومات حول الطبقة العليا الأوروبية سنة 1713. وأودع الملوك الفرنسيون الكاثوليك ممتلكاتهم في حسابات جنيف، وسيلةً لتجنُّب النظام المصرفي البروتستانتي. خلال ثمانينيات القرن الثامن عشر، بدأت الحسابات المصرفية السويسرية بتأمين الودائع التي ساهمت في تعزيز سمعتها في مجال الأمن المالي. وسنة 1815، أعلن مؤتمر فيينا رسميًا الحياد الدولي لسويسرا ما أدى إلى تدفق كبير لرأس المال. إذ عدّت سويسرا الغنية غير الساحلية السرية المصرفية وسيلةً لبناء إِمبراطورية مماثلة لإِمبراطورية فرنسا وإسبانيا والمملكة المتحدة، كما يُشير المؤرخ السويسري «سيباستيان جيكس» في كتابه «أصول الحسابات المصرفية السويسرية السرية».
سنة 1848 تأسس الاتحاد السويسري بعد حرب أهلية صغيرة في أربعينيات القرن التاسع عشر بين الكانتونات السويسرية. وقد ساهم تشكيل الدولة، من خلال الديمقراطية المباشرة، في الاستقرار السياسي اللازم للسرية المصرفية. ووفرت التضاريس الجبلية بيئة طبيعية لحفر أقبية تحت الأرض لتخزين الذهب والألماس. في أوائل القرن الماضي، سافر المصرفيون السويسريون إلى فرنسا للإِعلان عن سريتها المصرفية خلال الحرب العالمية الأولى. وقد ساهمت الحرب في عدم الاستقرار السياسي والاقتصادي، ما أدى إلى تحفيز حركة سريعة لرأس المال في سويسرا. ومع بدء الدول الأوروبية بزيادة الضرائب لتمويل الحرب، نقل العملاء الأثرياء حيازاتهم إلى حسابات سويسرية لتجنب الضرائب، كان الفرنسيون يتعاملون مع البنوك في جنيف والإيطاليون في لوغانو والألمان في زيورخ. مع إن الكشف عن معلومات العميل كان جريمة مدنية في سويسرا عدة قرون، فإن الجمعية الاتحادية السويسرية جعلتها جريمة جنائية اتحادية سنة 1934 مع تمرير التشريع التاريخي، وهو القانون الاتحادي بشأن البنوك ومصارف التوفير. يُعرف باسم قانون المصارف أو قانون المصارف السويسري عام 1934، إذ أتقن السرية المصرفية. سنت الجمعية الاتحادية القانون لتهدئة الجدل حول التهرب الضريبي المزعوم لرجال الأعمال الفرنسيين الأثرياء والجنرالات العسكريين والأساقفة الكاثوليك. وقد صِيغ حكم إضافي، هو المادة 47(ب)، صُدق عليه لحماية الأصول اليهودية من الحزب النازي.
إلى جانب حماية الأصول اليهودية الألمانية، تعاونت البنوك السويسرية مع ألمانيا النازية وحلفائها بتخزين الأرصدة النقدية والذهب في خزائن تحت الأرض. احتفظ أدولف هتلر بحساب في «يو بي أس» يُقدر بنحو 1.1 مليار مارك. وبعد أن طلبت الولايات المتحدة رسميًا من البنك تحويل الأموال في التسعينيات، حوّل بنك يو بي إس نحو 400 - 700 مليون مارك إلى السلطات الأمريكية بالدولار الأمريكي. تحد الأنظمة المصرفية في سويسرا من قيمة الأُصول اليتيمة المسموح لها بترك عهدة أحد البنوك. جمّد بنك «يو بي إس»، بموافقة الحكومة السويسرية، الحساب المحتوي على أصول هتلر إلى أجل غير مُسمى، وجرّد العملة من قيمتها. وخلال الحرب العالمية الثانية، كان بنك «يو بي إس» يحتفظ أيضًا بحسابات لمئات رجال الأعمال وأُسَر اليهود الألمان. بعد إقرار قانون البنوك عام 1934، قام البنك بحماية أصول «أعداء ألمانيا النازية» بقوة. عندما أعلن هتلر غزو سويسرا سنة 1940، تعاقد بنك «يو بي إس» مع القوات المسلحة السويسرية لحصار بنوك التجزئة الخاصة بهم ونقل الأصول اليهودية إلى مخابئ عسكرية سرية. وفعلت مؤسسة البنك السويسري «إس بي سي» و«كريديت سويس» الشيء نفسه، وقد غُرّمت لاحقًا مئات الملايين من الدولارات تعويضات عن تعاملاتها مع ألمانيا النازية. خلال ثمانينيات وتسعينيات القرن الماضي، قدمت الدول الاجنبية العديد من المقترحات الدولية للتراجع عن السرية المصرفية ولم تحقق نجاحًا يُذكر.
بعد الأزمة المالية عام 2008، وقّعتْ سويسرا على توجيهات الاتحاد الأوروبي للادخار، التي تُلزم المصارف السويسرية بإبلاغ 43 دولة أوروبية بإحصاءات ضريبية سنوية غير مُحددة. في 3 ديسمبر 2008، رفعت الجمعية الاتحادية عقوبة السجن لانتهاكات السرية المصرفية من ستة أشهر إلى خمس سنوات حدًا أقصى. في أواخر عام 2008، بعد تحقيق دولي حول دور سويسرا في التهرب الضريبي في الولايات المتحدة، أبرم بنك «يو بي إس» اتفاقية الادعاء المؤجل ((DPA مع وزارة العدل الأمريكية، وقد بدأتْ الاتفاقية بالكشف عن معلومات «بيركينفيلد» التاريخية لأكثر من 4000 عميل.
يُنظر إلى الضغط الدولي للتراجع عن السرية المصرفية بوصفه هجومًا على الثقافة والقيم السويسرية. أعرب البرلمان السويسري عن اهتمامه بإدراج السرية المصرفية في دستور 2017.
وفي خطوة أخرى نحو الحد من السرية المصرفية، وقّعتْ سويسرا على قانون الامتثال الضريبي للحسابات الأجنبية الأميركية «فاتكا»، بعد أن رفضته مرتين في البرلمان. يتطلب قانون الامتثال الضريبي للحسابات الخارجية من البنوك السويسرية الإفصاح عن معلومات العميل الأمريكي غير المُعرّف سنويًا إلى دائرة الإيرادات الداخلية. ولا يضمن الاتفاق نقل المعلومات تلقائيًا، الذي يظل متروكًا لتقدير السلطات الحكومية السويسرية. إذا لم يوافق العميل على مشاركة معلوماته مع مصلحة الضرائب الأمريكية، فإن القانون السويسري يحظر الكشف عنها. إذا وافق العميل، تُرسِل البنوك السويسرية المعلومات المتعلقة بضريبة مصلحة الضرائب حول صاحب الحساب، ولكن يُحظر عليها الكشف عن الهويات وفقًا للمادة 47 من قانون البنك لعام 1934. «ذَكَر مؤشر السرية المالية لعام 2018: هذا لا يعني أن السرية المصرفية السويسرية قد انتهت كما تُشير بعض التقارير الإخبارية المثيرة، الكشف كان تعديلًا جزئيًا لا غير».
في مارس 2015، أَبرمت الحكومة السويسرية «اتفاقيات روبيك» الثنائية مع ألمانيا والنمسا والمملكة المتحدة، التي تَسمح لأصحاب الحسابات المصرفية السويسرية الأجانب بإخفاء هوياتهم مقابل دفع الضرائب المُتأخرة المحددة مسبقًا. تبنت سويسرا الاتفاقية الدولية للتبادل التلقائي للمعلومات المصرفية سنة 2017، ووافقت على الإفصاح تلقائيًا عن معلومات مالية محدودة لبعض البلدان بغرض التدقيق الضريبي. تتضمن هذه الاتفاقية معيار الإبلاغ المشترك، الذي يُلزم البنوك السويسرية بإرسال اسم العميل وعنوانه ومحل إقامته ورقم الضريبة وتاريخ الميلاد ورقم الحساب ورصيد الحساب في نهاية السنوات وإجمالي دخل الاستثمار إلى سلطات الضرائب الأجنبية. ومع ذلك، لا يتجاوز معيار الإبلاغ المشترك قانون البنوك السويسري لعام 1934، لذلك لا يُكشف عن نفقات العميل «عمليات السحب» والاستثمارات. ومن ثم لا يمكن السلطات الضريبية القبض على المتهربين من الضرائب، بل يجب عليهم ربط جريمة مالية مباشرة بحساب العميل. ولا يمكن استخدام المعلومات التي كُشِف عنها إلا للتدقيق الضريبي، وقد تمنع السلطات السويسرية الإِفصاح عنها.